# راننده ریکشا
راننده ریکشا (به تامیلی: Rickshawkaran) فیلمی محصول سال ۱۹۷۱ و به کارگردانی ام. کریشنان نایر است. در این فیلم بازیگرانی همچون ماروتور راماچاندران، پادمینی و مانجولا ویجیکومار ایفای نقش کرده‌اند.